# Tekken Tag Tournament 2
Tekken Tag Tournament 2 (鉄拳タッグトーナメント2) es un videojuego de lucha de la saga Tekken, ya lanzada en arcades y para consolas. Es la esperada secuela del primer Tekken Tag Tournament, lanzado originalmente en 1999. Tekken Tag Tournament 2 fue anunciado en el Tokyo Game Show de 2010 y fue lanzada en verano de 2011 en su versión arcade en Japón. Más tarde, en marzo de 2012 salió en arcades una actualización del juego renombrado como Tekken Unlimited. En septiembre de 2012 fue lanzada para las consolas PlayStation 3 y Xbox 360 y en noviembre del mismo año fue lanzado para la consola Wii U, además esta entrega contiene escenarios reconstruidos y modernizados de entregas anteriores (incluyendo la música de fondo de los escenarios en algunos casos).

## Características

### Versión Arcade Original
El sistema de juego se basa en lo mismo que su predecesor: combates por parejas. En esta ocasión, se incluyen novedades como el Tag Assault, agarres utilizando ambos personajes, la posibilidad de enviar al luchador a otro nivel, etc. El motor gráfico es una versión optimizada y mejorada del utilizado en  Tekken 6 y, junto con el motor Havok, permite que hasta cuatro luchadores aparezcan simultáneamente en la pantalla, esencial para poder presenciar muchas de las nuevas características del juego. El estado de la ropa se altera en tiempo real con efectos de agua y suciedad. Los modelos de los personajes se han hecho a partir de cero, y hay dos personajes que cambian radicalmente: un Heihachi más joven que en ninguna otra entrega y la aparición de una nueva luchadora de lucha libre llamada Jaycee, luego revelada como Julia Chang enmascarada (Tras las sospechas de los fanes por tener las mismas iniciales). Además, regresan personajes de entregas anteriores y que se han dejado atrás en las últimas entregas: Jinpachi Mishima, Devil (Transformación de Kazuya, ya no se elige aparte), Jun Kazama y True Ogre (en esta entrega solo se llama Ogre). El jefe final es Unknown, que en la versión arcade no es seleccionable. También podemos personalizar a nuestros luchadores con una amplia variedad de trajes, objetos, peinados, pinturas, etc. Otra de las novedades importantes, y a la vez una de las más criticadas, es que cada personaje (la mayoría) hablan su lengua materna, con lo que, además de cambiar muchas voces, ya no hay diálogos solo en inglés o en japonés. Por ejemplo, Miguel hablará español, Christie y Eddy portugués, etc.

### Versión Unlimited (Arcade)
La revisión del juego, Tekken Tag Tournament 2: Unlimited, es una Versión mejorada de la Versión Arcade Original, incluye nuevas formas de juego. Además de combates 2 vs 2, cuenta con combates 1 vs 1 y 1 vs 2. También se incluye el modo Pair Play (juego por parejas), donde hasta 4 jugadores pueden luchar simultáneamente. También se han equilibrado y optimizado aspectos como los movimientos, los daños que causa cada ataque, etc., y se han añadido más opciones para personalizar a los luchadores.

### Versión para consolas (PS3yXbox 360)
En cuanto a la versión de consolas, cuenta con todas las novedades citadas anteriormente, y añadiendo nuevas características y opciones.
La primera es que hay más personajes, modos y escenarios que en la versión arcade: regresan viejos conocidos como Kunimitsu I, Angel, Tiger Jackson y Alex (entre otros) y los nuevos escenarios se inspiran en ciudades como París o Barcelona.
Además de contar con las mismas modalidades de juego que Tekken Unlimited, hay tanto modos de juego clásicos (Arcade, Contrarreloj, Supervivencia, Duelo, etc.) como modos de juego en línea. En este aspecto, el código también ha sido optimizado y se incluyen nuevas características, como el World Arena, Tekken Channel o el recientemente anunciado World Tekken Federation: un servicio en línea accesible desde cualquier dispositivo donde podremos ver nuestras estadísticas, planear estrategias, interactuar con otros usuarios y mucho más. Este servicio fue totalmente gratuito y estuvo disponible el mismo día de lanzamiento. En septiembre de 2013, World Tekken Federation fue cerrado debido al poco uso de los usuarios de este servicio.
Uno de los cambios que experimenta el juego es el sistema de rangos. En Tekken 6, los jugadores podían ascender hasta 1st Dan jugando offline, pero para subir de ahí tenían que jugar partidas de rango en línea. En Tekken Tag Tournament 2, esto dejó de ser así, ya que hubo dos tipos de rango: uno para el juego en línea y otro para el juego offline. También se introducen novedades en el modo Combate Fantasma, después de que en Tekken 6 fuera un modo poco útil. En esta entrega, en el Modo Fantasma ahora podremos ascender a nuestros personajes de rango offline y no solo eso: en algunos combates, si ganamos, podremos desbloquear o adquirir nuevos ítems para personalizar a nuestros luchadores o contenido extra.
Los modos exclusivos y novedosos de esta entrega son el Laboratorio de Lucha (Fight Lab), donde controlaremos a Combot e iremos superando cientos de retos mientras personalizamos su aspecto y sus movimientos, creando finalmente un personaje único, y una vez superado el modo Fight Lab, tendremos a nuestro propio Combot en donde será seleccionable en todos los modos offline y en los modos en línea (solo en partidas no clasificatorias); y el modo Tekken Tunes, donde podremos modificar a nuestro gusto la música de fondo de los escenarios y menús, pudiendo elegir tanto la descargada en el juego como DLC como las que tengamos en nuestro sistema. Podremos meter la música que queramos de cualquier manera como por ejemplo con un pen-drive.
Una de las opciones conocidas a partir de Tekken 5 es el modo Personalización. Hasta entonces, esta opción servía para personalizar el aspecto de nuestros personajes, y con cada entrega ha ido mejorando. En Tekken Tag Tournament 2, las opciones de personalización llegan a otro nivel. Además de incluir nuevas opciones para personalizar a nuestros luchadores y equipar más objetos y diseños, también podemos personalizar sus paneles y sus fondos LED para hacerlos visibles en cualquiera de los modos y personalizar el HUD, es decir, la interfaz: barras de vida, si tamaño, situación, etc. También podemos crear equipos tag predefinidos desde este modo. Así, podemos elegir equipos de forma rápida. Pero la cosa no queda ahí: ahora podemos crear por cada personaje hasta 10 equipaciones personalizadas. Y aun así también podemos elegir la equipación (o traje) original y su o sus equipaciones estándar de cada personaje.
Como siempre, en las versiones de consolas muchos personajes tienen trajes alternativos especiales diseñados por dibujantes famosos. Esta vez no iba a ser menos y personajes como Anna, Miguel, Alisa y Heihachi tienen trajes especiales.
También tenemos el modo Galería, donde podremos ver los finales de cada personaje, una vez completado el modo Arcade con ellos, vídeos de introducción y promoción y créditos. Dentro de este modo está el modo "Tekken Theater", una sección exclusiva donde podremos ver todos los videos de introducción y finales de anteriores entregas. Eso sí, hay que adquirirlas previamente pasando por la tienda en línea.
El efecto Motion Blur, presente en Tekken 6, sigue estando en esta entrega y, por primera vez en un juego de la saga Tekken, tuvo 3D Estereoscópico. El primer juego de lucha con 3D fue Mortal Kombat en 2011.
En el Perfil podemos ver datos y estadísticas sobre nuestros personajes, récords locales y repeticiones guardadas.

### Versión Revolution
El día 11 de junio de 2013, se estrenó el videojuego TEKKEN REVOLUTION de forma exclusiva para PS3, el cual es un free to play independiente de TTT2, pero que reutiliza varios de sus contenidos. El juego base es gratuito pero para acceder a nuevos modos de juego, escenarios y más personajes y trajes se tenía que pagar por ellos mediante micro-transacciones
o DLC similar a Dead or Alive 5 Ultimate. El sistema de juego no fue en parejas como TTT2. Por lo visto en el tráiler de lanzamiento, lo esperable fue que esta versión incluyera una revisión de diseño en los escenarios (similar a lo que pasó con Tekken 5 cuando se lanzó en PS3 bajo el nombre de Tekken 5: Dark Resurrection) y una notable mejora gráfica así como nuevos movimientos especiales con un estilo "pincel" (similar a los efectos de Street Fighter IV y Street Fighter X Tekken). Sus ocho personajes iniciales fueron: Lars Alexandersson, Marshall Law, Paul Phoenix, Steve Fox, King II, Alisa Bosconovitch, Lili y Asuka Kazama, además de los escenarios Moonlit Wilderness (en lo que parecen dos versiones, la original de TTT2 Y una revisión que se asemeja más a la versión original de Tekken 5), Snow Castle (que parece sufrió una revisión donde las ventanas reflejan un cielo naranja de atardecer y no azul noche como en el original además de que ya no hay nieve), Cóndor Canyon, Moai Excavation y Eternal Paradise. Entre otras novedades, estaba la posibilidad de dopar a nuestros personajes con diversas características y así mejorar nuestra experiencia de juego. Cabe destacar que para iniciar el juego TEKKEN REVOLUTION, era necesario tener conexión a internet, así como también tenerlo actualizado. 
Actualmente el juego esta fuera de servicio por lo que es imposible jugarlo, al estar ligado su inicio a un servidor.

### Contenido Descargable (DLC)
Este fue el primer Tekken que tuvo DLC. El contenido descargable fue:
- 4 Personajes Adicionales: Kunimitsu I, Ancient Ogre, Michelle Chang y Angel.
- Escenario Exclusivo "Snoop Dogg".
- Pack de más de 150 trajes de baño para todos los luchadores.
- Temas y avatares para PS3 y XBOX 360.
- Un vestido especial para Lili.
- Banda sonora original descargable de los anteriores juegos (desde Tekken hasta Tekken 6, incluido el primer Tekken Tag Tournament y Tekken 5: Dark Resurrection) para personalizar la música en el juego en el modo "Tekken Tunes"
- Videos (Endings, Intros) de los anteriores Tekken (desde Tekken hasta Tekken 6 incluido el primer Tekken Tag Tournament) para ver en el modo "Tekken Theater"

El día 5 de septiembre de 2012 (Una semana antes del lanzamiento del videojuego) se podía observar estos DLC en la PlayStation Store europea. Los clientes que llegaron a tiempo pudieron descargarse los DLC sin preocupación ninguna de reservar el juego o de esperar a diciembre para obtener el DLC restante. Se confirmó que fue un error y en apenas un par de horas estos DLC fueron retirados.
El día 14 de noviembre de 2012 ya estaba disponible todo este contenido DLC en Playstation Store, puesto que los DLC de música y video aparecieron en octubre junto con los personajes Miharu, Slim Bob y Sebastian, y los 4 escenarios restantes, el día 14 de noviembre aparte de estar disponibles los DLC aparecieron los 3 personajes que quedan del juego, Unknown, Violet y el Doctor Geppetto Bosconovitch.

### Edición WE ARE TEKKEN
En Europa, además de salir al mercado la versión estándar del juego, salió una edición especial, denominada como WE ARE TEKKEN. Esta edición trae consigo el siguiente contenido:
- 1 Copia del juego TEKKEN TAG TOURNAMENT 2.
- 1 DVD Documental de 50 minutos: "Tekken Takes Tokyo".
- 1 Libro de imágenes e ilustraciones: "The Art Of Tekken".
- 1 CD con la Banda sonora original del juego.
- 1 CD con la Banda sonora original del juego remixeada.
- Caja Metálica exclusiva para guardar todo el contenido.

La peculiaridad de este pack es que solamente estuvo disponible en Europa. Ningún otro territorio pudo disfrutar de esta edición.

## Jugabilidad
A diferencia del anterior Tag Tournament en esta entrega será posible utilizar a 2 luchadores de un mismo equipo al mismo tiempo para organizar ataques conjuntos, el juego contará con gráficos de Tekken 6 muy avanzados que todavía contiene el rebote además del acceso de personajes a nuevas zonas del escenario ya sean tras una pared o inferiores en tiempo real. La ropa de los personajes se altera en tiempo real con efectos de agua y suciedad. Se ha descubierto la función de la mecánica denominada "Tag Assaults" que se trata de una llamada a tu compañero durante un movimiento "bound" que provocará una detención del tiempo (conocido normalmente como tiempo bala) para que tu compañero llegue a tiempo para hacer un combo conjunto. Estarán todos los personajes jugables de Tekken 6 y algunos de los personajes olvidados en juegos anteriores de los cuales ya conocemos a Jinpachi, True Ogre, Ogre, Jun, Kunimitsu I, Angel, Combot, Unknown entre otros. También se sabe que los personajes serán personalizables a un nivel superior del anterior tekken y que hay nuevos objetos/armas disponibles para nuestros personajes. Se puede jugar en modo 3D si tienes una televisión o proyector 3D obviamente.

### Versión Unlimited
Tekken Tag Tournament 2: Unlimited es la actualización de Tekken Tag Tournament 2 que cuenta con una serie de nuevos ítems y opciones de personalización. 
En esta versión el jugador tiene la opción de jugar en "modo Tag" o "modo solo" ("2 vs 2", "1 vs 2" o "1 vs 1"). También tiene la opción del modo "Pair Play" que permite que cuatro jugadores cada uno pueda controlar a un personaje.

## Personajes
Los personajes confirmados son:
| - Alex (exclusivo para consolas) - Alisa Bosconovitch - Angel (exclusiva para consolas) - Anna Williams - Armor King II - Asuka Kazama - Baek Doo San - Bob Richards - Bruce Irvin - Bryan Fury - Christie Monteiro - Combot (exclusivo para consolas) - Craig Marduk - Devil (transformación de Kazuya en combate, ya no se elige aparte) - Devil Jin - Doctor Geppetto Bosconovitch (exclusivo para consolas) - Eddy Gordo - Feng Wei - Forest Law (exclusivo para consolas) - Ganryu - Heihachi Mishima (rejuvenecido; subjefe con Jinpachi) - Hwoarang | - Jack-6 - Jaycee (nuevo personaje) - Jin Kazama - Jinpachi Mishima (en su forma humana; subjefe con Heihachi) - Jun Kazama (jefe final 1) - Kazuya Mishima - King II - Kuma II - Kunimitsu I (exclusiva para consolas) - Lars Alexandersson - Lee Chaolan - Lei Wulong - Leo Kliesen - Lili De Rochefort - Ling Xiaoyu - Marshall Law - Michelle Chang (exclusiva para consolas) - Miguel Caballero Rojo - Miharu Hirano (exclusiva para consolas) - Mokujin - Nina Williams - Ogre (Ancient Ogre; exclusivo para consolas) | - Panda - Paul Phoenix - Prototype Jack (exclusivo para consolas) - Raven - Roger Jr. - Sebastian (nuevo personaje, mayordomo de Lili; exclusivo para consolas) - Sergei Dragunov - Slim Bob (nuevo personaje, versión de Bob delgado; exclusivo para consolas) - Steve Fox - Tiger Jackson (exclusivo para consolas) - True Ogre (subjefe) - Unknown (jefe final 2; jugable en versión consolas) - Violet (exclusivo para consolas) - Wang Jinrei - Yoshimitsu - Zafina |

Hay 60 personajes confirmados. Devil solo se puede elegir durante en una pelea con Kazuya, mediante una transformación de éste.

### Personajes descartados oficialmente
- Gon: al no contar con la licencia oficial para su uso y, supuestamente, ante su baja popularidad entre los fanes de la saga.[1]
- NANCY-MI847J: descartado por Harada en su cuenta de Twitter, al encontrar absurda la idea de hacer al personaje jugable.[2]
- Azazel: por el mismo motivo que Nancy.
- Jack-5: estatus desconocido.
- Julia Chang: aparece solo en su alter ego de Jaycee, mas no como personaje original.

## Escenarios
- Arctic Dream
- Arena, Tokio (escenario con la música de fondo modernizada de Tekken 4)
- Bountiful Sea Air, Pacífico Sur
- Coastline Sunset (exclusivo para consolas)
- Cóndor Canyon
- Dusk After the Rain
- Eternal Paradise (escenario con la música de fondo modernizada de Tekken)
- Extravagant Underground(exclusivo para consolas)
- Festive Parade
- Fireworks Over Barcelona (exclusivo para consolas)
- Fontana Di Trevi
- Historic Town Square
- Moai Excavation (exclusivo para consolas)
- Modern Oasis (exclusivo para consolas)
- Moonlit Wilderness (escenario de Tekken 5, solo que esta vez la pelea es dentro del castillo y no afuera como lo fue en la entrega antes mencionada)
- Odeum of Illusions (exclusivo para consolas)
- Riverside Promenade (exclusivo para consolas)
- Sakura Schoolyard, Yokosuka (escenario de Tekken 3 y Tekken Tag Tournament reconstruido y modernizado)
- Snoop Dogg (exclusivo para consolas, DLC)
- Strategic Space, Dubái (Solo selección aleatoria)
- Tempest
- Tropical Rainforest (exclusivo para consolas)
- Tulip Festival (exclusivo para consolas)
- Wayang Kulit
- Winter Palace (escenario reconstruido y modernizado de Tekken 5: Dark Resurrection)

### Escenarios Finales
- Hall of Judgement (Heihachi y Jinpachi) Nara
- Naraku (True Ogre) Nara
- Heavenly Garden (Jun) (Desconocido)
- Fallen Garden (Unknown) (Desconocido)